# Arnold Bolle
Pour les articles homonymes, voir Bolle.
Arnold Bolle (né le 18 mars 1882 à La Chaux-de-Fonds et mort le 2 septembre 1973 au même endroit, originaire des Verrières et de La Côte-aux-Fées) était un homme politique (Parti progressiste national PPN) et avocat suisse.

## Biographie

### Famille et profession
Arnold Bolle, né à La-Chaux-de-Fonds dans le Jura et baptisé Réformé, est le fils du juge de paix et notaire Ernest-Arnold Bolle. Après avoir obtenu sa maturité fédéral, il s'est tourné vers des études de droit dans les universités de Neuchâtel, Zurich et Leipzig. En 1907, il obtient son titre de docteur en droit à Zurich. Arnold Bolle a travaillé comme avocat et notaire dans sa ville natale de 1909 jusqu'à sa mort en 1973.
Arnold Bolle était marié à Juliette, la fille de l'horloger Louis-Henri Brandt.

### Carrière politique
Arnold Bolle, qui a d'abord rejoint le Parti radical-démocratique suisse, a servi de 1912 à 1921 en tant que membre du Conseil général, le législatif, dans sa ville natale de La Chaux-de-Fonds. Il est ensuite passé au Parti progressiste national (PPN) fondé en 1920 en réponse à la grève nationale de 1918. Arnold Bolle, l'un de ses membres les plus influents, les représenta au Grand Conseil du canton de Neuchâtel de 1922 à 1933 et au Conseil national de 1922 à 1931, où il rejoignit le Groupe démocrate. L'engagement politique de Bolle était particulièrement orienté vers la création d'organisations plus professionnelles.
Arnold Bolle a également été président de la Chambre des notaires de Neuchâtel de 1941 à 1945 et de celle de l'Association suisse des notaires de 1950 à 1952. Bolle, qui a joué un rôle important dans l'unification de l'Église réformée libre de Neuchâtel avec l'Église réformée nationale, s'est également distingué comme un chroniqueur de l'histoire locale.

## Publications
- Droit intercantonal : Relations entre les cantons de la Confédération suisse en droit international, mémoire, Imprimerie du national suisse, La Chaux-de-fonds, 1907
- Avec Max Diacon : Pour devenir citoyen : manuel d'instruction civique à l'usage des écoles primaires du canton de Neuchâtel, Impr. Sauser, La Chaux-de-Fonds, 1929
- La mécanisation du travail de bureau : conférence faite ... le 24 octobre 1930, Paris, 1930
- Plaidoirie devant le Tribunal de Neuchâtel concernant l'intervention de Pierre Cérésole le Vendredi-Saint 1914, Exécutif romand du Centre suisse d'action pour la paix, Neuchâtel, 1941
- Vie civique et politique, Comité directeur du centenaire de la République neuchâteloise, Neuchâtel, 1948
- La communauté professionnelle ; ni capitalisme, ni communisme, Delachaux & Niestlé, Neuchâtel, 1955
- Une page d'histoire : la grève générale de 1918 et sa répercussion sur les troubles de La Chaux-de-Fonds, Courvoisier SA, La Chaux-de-Fonds, 1968
- Le nid de la cité : La Chaux-de-Fonds d'autrefois, À la Baconnière, Boudry, 1970